# Alianza de los Progresistas
La Alianza de los Progresistas (en italiano: Alleanza dei Progressisti) fue una coalición electoral italiana de izquierdas creada para las elecciones generales de Italia de 1994.
Su candidato a primer ministro fue Achille Occhetto, y estuvo compuesta por el Partido Democrático de la Izquierda (PDS), el Partido de la Refundación Comunista (RC), el Partido Socialista Italiano (PSI), la Federación de los Verdes, el Movimiento por la Democracia-La Red, la Alianza Democrática y Cristianos Sociales.
La Alianza sufrió una gran derrota frente al centro-derecha del Polo de las Libertades/Polo del Buen Gobierno. En 1996 fue sucedida por otra coalición de centro-izquierda, El Olivo, que incluía a los centristas Partido Popular Italiano (PPI) (mermado por la escisión de Cristianos Democráticos Unidos (CDU) en 1995), Renovación Italiana y Pacto Segni, y dejaba fuera a Refundación Comunista.